# Niels-Bohr-Institut

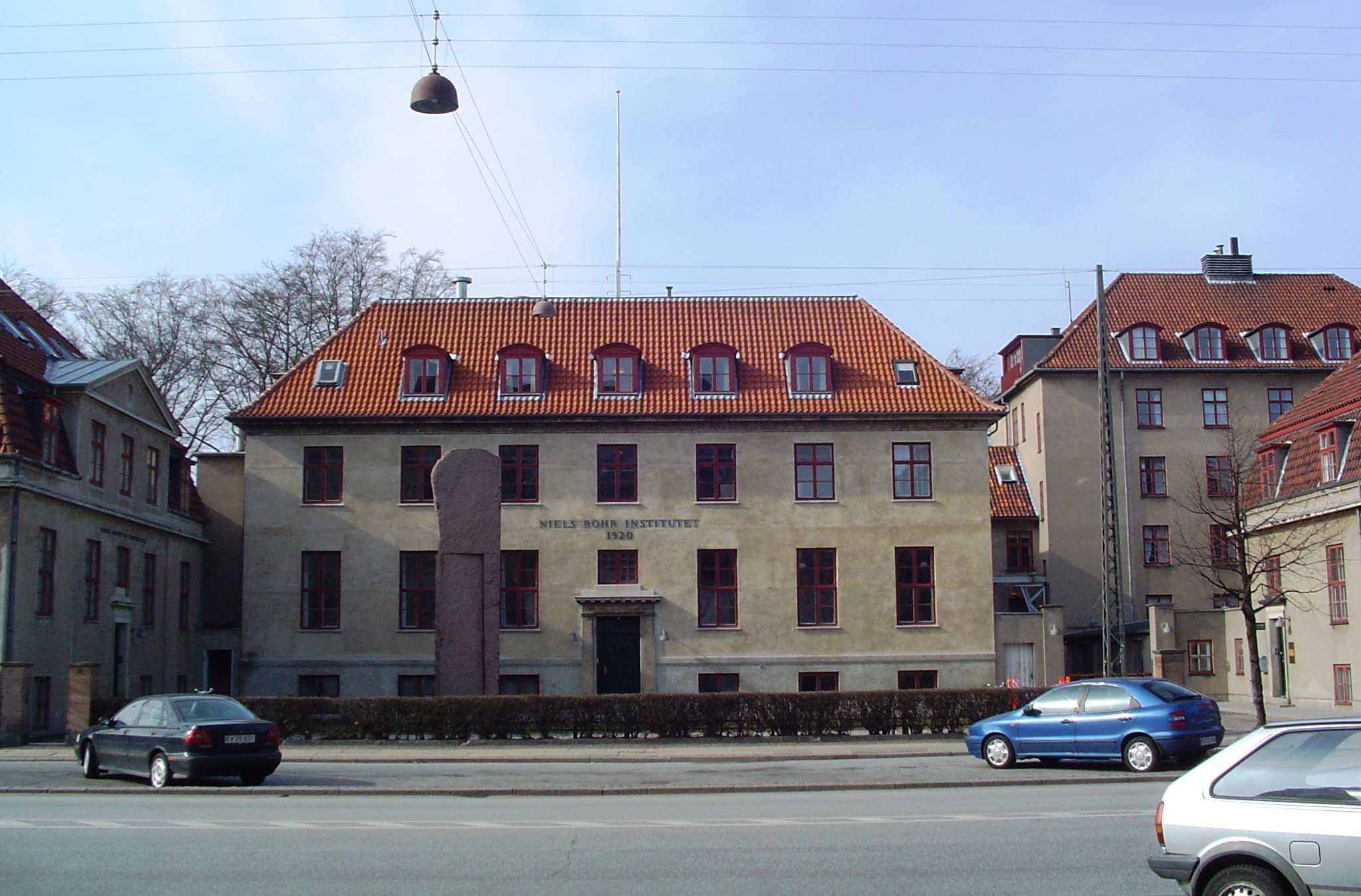
Niels-Bohr-Institut am Fælledparken im Kopenhagener Stadtteil Østerbro

Das Niels-Bohr-Institut (dänisch Niels Bohr institutet) in Kopenhagen ist eine physikalische Forschungseinrichtung  auf den Gebieten Astronomie, Geophysik, Kern- und Teilchenphysik, Quantenmechanik, Biophysik, Festkörperphysik und eScience.
Das Niels Bohr Archive (NBA) ist Teil des Instituts.

## Geschichte
Das am 3. März 1921 gegründete Institut ist seit 1975 nach dem dänischen Nobelpreisträger und Gründungsdirektor Niels Bohr benannt.
Seit dem 1. Januar 1993 ist das Niels-Bohr-Institut mit dem Geophysikalischen Institut, dem Astronomische Observatorium und dem nach dem Physiker Hans Christian Ørsted benannten H.-C.-Ørsted-Institut zusammengelegt. Das so entstandene Niels Bohr Institutet for Astronomi, Fysik og Geofysik ist der Universität Kopenhagen angegliedert.